# ريجي ويليامز (لاعب كرة سلة مواليد 1964)
ريجي ويليامز (بالإنجليزية: Reggie Williams)‏ مواليد 5 مارس 1964 في بالتيمور، هو لاعب كرة سلة أمريكي سابق تحول إلى التدريب بعد الاعتزال بدأ مسيرته الاحترافية في سنة 1987. تم اختياره من قبل فريق لوس أنجلوس كليبرز خلال الدرافت. يبلغ طوله 6 قدم 7 بوصة (2.0 م). اعتزل اللعب في 1997. أحرز خلال مسيرته في الإن بي إيه 7508 نقطة بمعدل 12.5 نقطة في المباراة الواحدة.

## المسيرة الاحترافية
لعب مع لوس أنجلوس كليبرز من سنة 1987 إلى 1990، ثم لعب مع كليفلاند كافالييرز في موسم 1989–1990، ثم لعب مع سان أنطونيو سبرز في سنة 1990، ثم لعب مع دنفر ناغتس من سنة 1990 إلى 1996، ثم لعب مع إنديانا بايسرز في سنة 1996، ثم لعب مع بروكلين نتس في موسم 1996–1997.

## روابط خارجية
- ريغي ويليامز على موقع إن بي أي (الإنجليزية)
- ريغي ويليامز على موقع سبورتس رفرنس (الإنجليزية)
- ريغي ويليامز على موقع كرة السلة الأوروبية.كوم (الإنجليزية)
- ريغي ويليامز على موقع كلية كرة السلة في سبورتس رفرنس.كوم (الإنجليزية)
- ريغي ويليامز على موقع ريلجم (الإنجليزية)
- ريغي ويليامز على موقع بروبوليرز (الإنجليزية)